# Al-Ittihad SC Wad Medani
|  | Aquest article tracta sobre el club de futbol de Wad Medani (Sudan). Vegeu-ne altres significats a «Al-Ittihad». |

L'Al-Ittihad SC Wad Medani (àrab: نادي الاتحاد الرياضي ود مدني, Nādī al-Ittiḥād ar-Riyāḍī Wad Madanī, ‘Club Esportiu de la Unió - Wad Madaní’) és un club de futbol sudanès de la ciutat de Wad Medani.

## Palmarès
- Copa sudanesa de futbol[2]
  - 1990